# Позу-Алту
Позу-Алту (порт. Pouso Alto) — муниципалитет в Бразилии, входит в штат Минас-Жерайс. Составная часть мезорегиона Юг и юго-запад штата Минас-Жерайс. Входит в экономико-статистический микрорегион Сан-Лоренсу. Население составляет 7250 человек на 2006 год. Занимает площадь 261,211 км². Плотность населения — 27,8 чел./км².

## История
Город основан 19 октября 1878 года.

## Статистика
- Валовой внутренний продукт на 2003 год составляет 39 318 808,00 реалов (данные: Бразильский институт географии и статистики).
- Валовой внутренний продукт на душу населения на 2003 год составляет 5629,84 реалов (данные: Бразильский институт географии и статистики).
- Индекс развития человеческого потенциала на 2000 год составляет 0,753 (данные: Программа развития ООН).

## География
Климат местности: горный тропический. В соответствии с классификацией Кёппена, климат относится к категории Cwb.

## Галерея

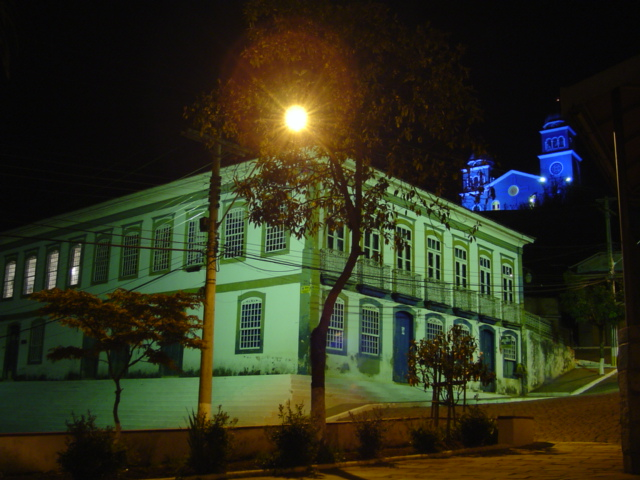
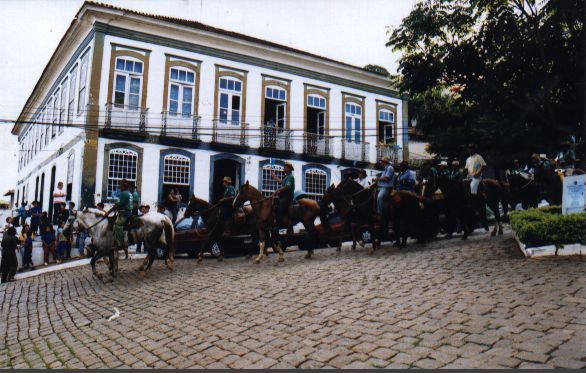
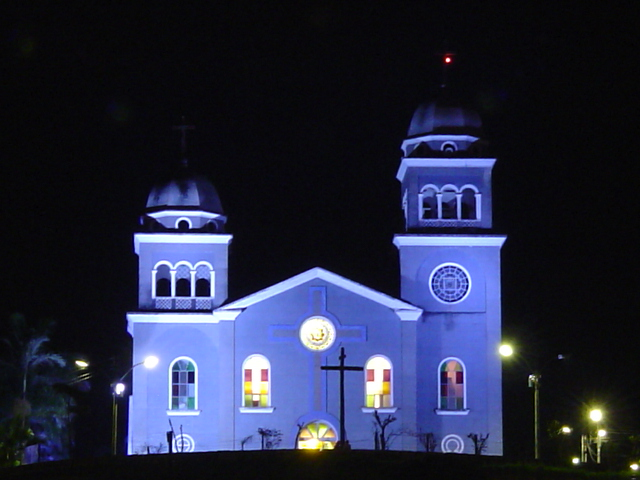
Собор
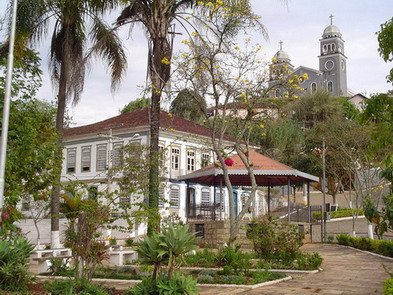